# Helmut Sadlowski
Helmut Sadlowski (* 18. März 1929 in Duisburg; † 12. Dezember 2007) war ein deutscher Fußballspieler.

## Karriere
In seiner Jugend spielte der gebürtige Duisburger für Union 02 und Gelb-Weiß Hamborn, anschließend eine Saison für SV Arminia Hannover und dann in der Saison 1952/53 für Hamborn 07. 1953 wechselte er zum damaligen Oberligisten FC Schalke 04. In der ersten Saison für seinen neuen Verein erzielte der Mittelstürmer neun Tore in 14 Begegnungen. Seine „draufgängerische Spielweise“ brachte ihm den Spitznamen „Catcher“ ein.
Einen ersten Karrierehöhepunkt erlebte er 1955, als er mit Schalke das DFB-Pokal-Finale gegen den Karlsruher SC erreichte. Die zwei Tore, die Sadlowski in diesem in Braunschweig ausgetragenen Endspiel erzielte, konnten indes nicht verhindern, dass seine Mannschaft die Partie mit 2:3 verlor.
Im Jahr darauf erreichte Schalke als Zweiter der Oberliga die Gruppenspiele um die deutsche Meisterschaft. Wiederum gegen den Karlsruher SC benötigte das Team mindestens ein Unentschieden, um ein reines Westfinale gegen Borussia Dortmund zu erreichen. Dank zweier Tore von Hans Krämer und Otto Laszig  sah es bis zur Halbzeit noch gut für die Königsblauen aus, ehe der KSC kurz vor Schluss den 3:2-Siegtreffer erzielte und aufgrund des besseren Torquotienten ins Endspiel einzog.
Der damalige Schalker Trainer Edi Frühwirth schulte Sadlowski im Laufe der Jahre immer mehr zum Verteidiger um. Als Schalke 1958 das Finale um die deutsche Meisterschaft gegen den Hamburger SV erreichte, schaltete er im Verbund mit Günter Brocker und Otto Laszig den damals schon sehr erfolgreichen Stürmer Uwe Seeler aus. Die Mannschaft um Berni Klodt und Manfred Kreuz gewann das Endspiel in Hannover mit 3:0. In der jungen Schalker Mannschaft mit einem Durchschnittsalter von nur 22,5 Jahren war Sadlowski zu dieser Zeit einer der wenigen Routiniers.
Im Europapokal erzielte er in der ersten Runde im September noch ein Tor gegen Kopenhagen BK, doch kurz danach zog sich Sadlowski einen Mittelfußbruch zu und konnte monatelang nicht spielen. Nach 138 Pflichtspielen und 37 Toren verließ er im Sommer 1959 Schalke und spielte noch eine Saison in der Oberliga West für Rot-Weiß Oberhausen (drei Tore in sieben Spielen). Anschließend begann der gelernte Dreher und dreifache Vater in der Gutehoffnungshütte zu arbeiten.
Sadlowski lief gelegentlich noch für die Traditionsmannschaft des FC Schalke 04 auf und verfolgte die Heimspiele des Bundesligisten. Er lebte zuletzt in Sterkrade. Am 12. Dezember 2007 erlag er im Alter von 78 Jahren einer Hirnblutung.